# ديك سيمون
ديك سيمون (بالإنجليزية: Dick Simon)‏ هو سائق سيارة سباق أمريكي، ولد في 21 سبتمبر 1933.